# Bulbophyllum erioides
Bulbophyllum erioides là một loài phong lan thuộc chi Bulbophyllum.